# Tiganophytaceae
Tiganophytaceae este o familie de plante din ordinul Brassicales, constând dintr-un singur gen monotipic, Tiganophyton, reprezentat de T. karasense. Familia este endemică pentru Namibia, unde poate fi întâlnită în zonele aride din regiunea Karas, în sudul Namibiei.